# Lăng kính boong tàu
Lăng kính boong tàu là loại lăng kính được đưa vào boong tàu để cung cấp ánh sáng xuống bên dưới.

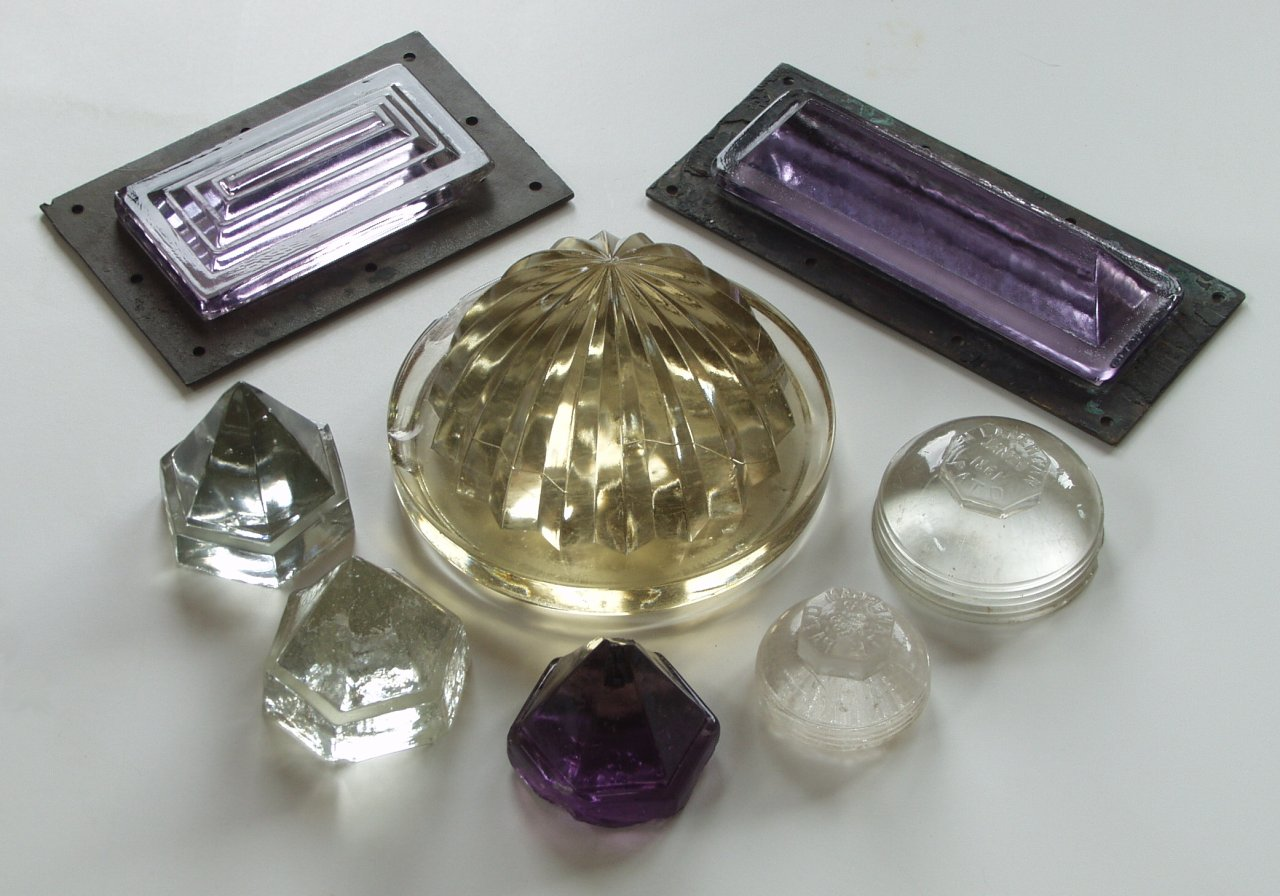
Nhóm lăng kính boong nguyên bản

Trong nhiều thế kỷ, thuyền buồm sử dụng lăng kính boong để cung cấp nguồn ánh sáng mặt trời tự nhiên an toàn để chiếu sáng các khu vực bên dưới boong tàu. Trước khi có điện, ánh sáng bên dưới boong tàu được cung cấp bởi nến, đèn dầu cổ và đèn dầu - và tất cả đều nguy hiểm với một con tàu gỗ. Lăng kính boong đặt thẳng vào sàn tàu, lăng kính thủy tinh khúc xạ và phân tán ánh sáng tự nhiên vào không gian bên dưới từ một lỗ boong nhỏ mà không làm suy yếu các tấm ván hoặc trở thành nguy cơ hỏa hoạn. 
Trong ứng dụng thông thường, lăng kính treo bên dưới đầu tàu và phân tán ánh sáng sang một bên; đỉnh phẳng và được lắp đặt tuôn ra boong tàu, trở thành một phần của boong tàu. Các hình dạng thấu kính có nguồn gốc tự nhiên từ quá trình chế tạo thủy tinh thủ công trên một 'bàn ủi' và sẽ có khả năng sản xuất kính phẳng. (Một cửa sổ thủy tinh phẳng sẽ chỉ tạo thành một điểm sáng duy nhất bên dưới - không hữu ích cho chiếu sáng chung - do đó nó có dạng hình lăng trụ.) 
Để tối đa hóa ánh sáng, kính được sử dụng ban đầu được làm không màu và được bổ sung mangan dioxide; màu tím của một số mẫu vật được gây ra bởi hàng thập kỷ tiếp xúc với tia UV.
Trên tàu chở than, lăng kính cũng được sử dụng để kiểm tra khoang hàng: ánh sáng từ lửa sẽ được lăng kính thu thập và có thể nhìn thấy trên boong ngay cả dưới ánh sáng ban ngày. 
Các tên "ánh sáng boong", "ánh sáng chết" ("dead light" hay "deadlight"  đôi khi được sử dụng, mặc dù sau này không phổ biến với vai trò là tương quan đối với lăng kính, vì thường được dùng để chỉ các tấm kính trơn không mở được. Đèn chết phổ biến để chiếu sáng hầm ngầm trong thế kỷ 19, trong đó ứng dụng chúng còn được gọi là "đèn vỉa hè" ("pavement lights")  (Anh) hoặc "đèn kho tiền" ("vault lights")  (Hoa Kỳ). 